# هوموسرین
هوموسرین (به انگلیسی: Homoserine) با فرمول شیمیایی C4H9NO3 یک ترکیب شیمیایی با شناسه پاب‌کم 779 است. 